# East Budleigh
East Budleigh är en by och en civil parish i East Devon i Storbritannien.   Den ligger i grevskapet Devon och riksdelen England, i den södra delen av landet, 250 km väster om huvudstaden London. Byn har en kyrka från 1300-talet.

## Personer från East Budleigh
- Walter Raleigh, engelsk sjömilitär, upptäcktsresande, hovman och författare